# Barbut de Vieillot
El barbut de Vieillot (Lybius vieilloti) és una espècie d'ocell de la família dels líbids (Lybiidae).
Habita sabanes i garrigues xèriques, del sud-oest de Mauritània, Senegal, Gàmbia, sud de Mali, Burkina Faso, Guinea Bissau, Guinea, Sierra Leone, Libèria, Costa d'Ivori, sud de Ghana, sud de Nigèria, sud de Níger, centre de Camerun, República Centreafricana, sud de Txad i centre i Sudan del Sud fins al nord-oest d'Etiòpia, Eritrea i nord-est de la República Democràtica del Congo.